# Republika Swellendam
Republika Swellendam (af. Republiek van Swellendam) – burska republika, która powstała 18 czerwca 1795, zaś w listopadzie tego samego roku została inkorporowana do brytyjskiej Kolonii Przylądkowej. Prezydentem republiki był Hermanus Steyn.